# الخيسة

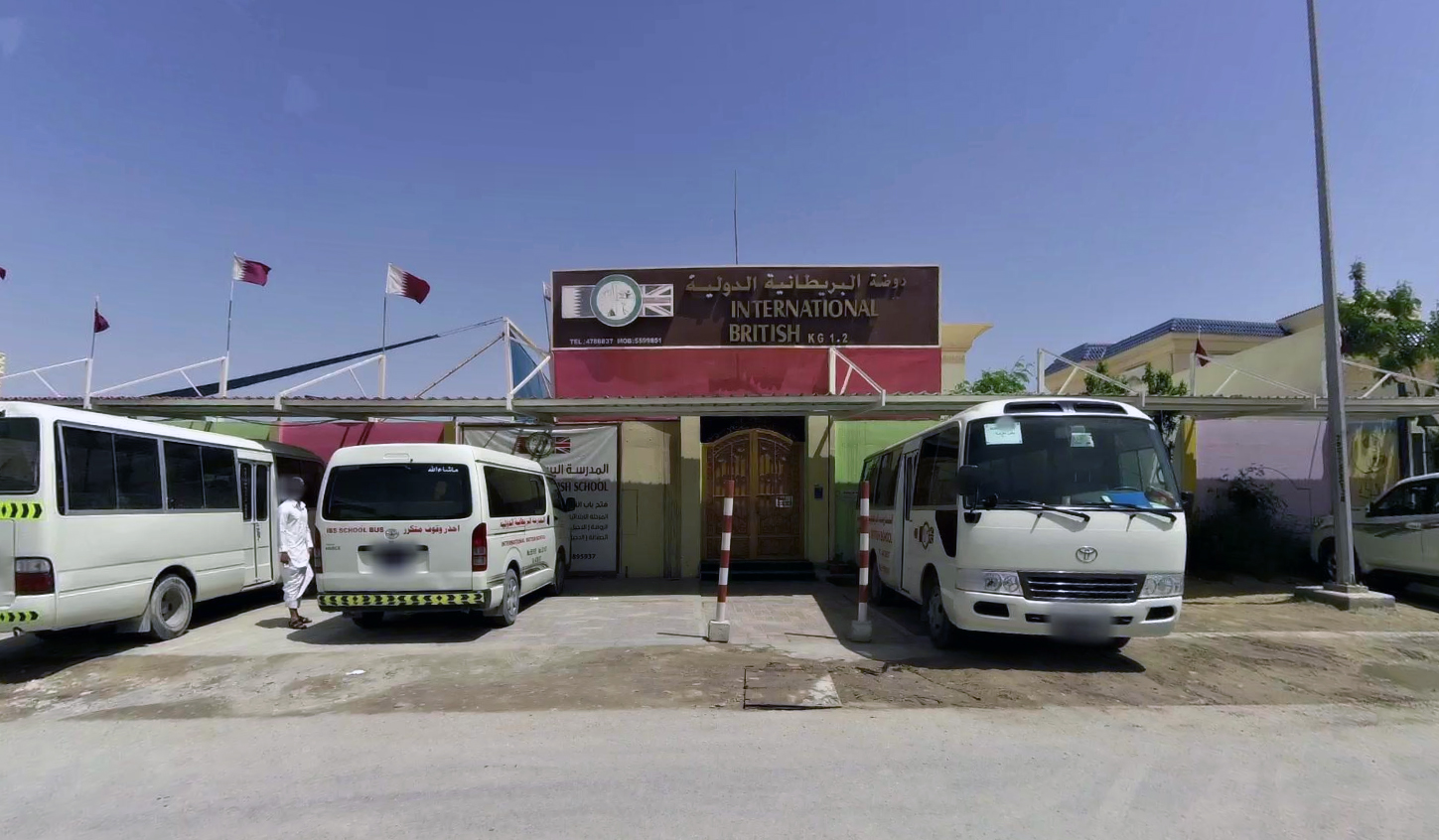
المدرسة البريطانية الدولية في الخيصة

الخيسة هي قرية تابعة لبلدية الظعاين في قطر. تم ترسيمها في عام 1988. وتقع على بعد حوالي 3 كم جنوب روضة الحمامة.

## علم أصول الكلمات
تستمد الخيسة اسمها من الكلمة العربية «حديقة كبيرة». أطلق عليها هذا الاسم بسبب وفرة الحدائق وأشجار الأرز.

## التاريخ
في عام 1908، ذكر الكاتب ج. ج. لوريمر في كتابه دليل الخليج، «الخيسة» كتجمع بدوي يقع على بُعد «12 ميلاً شمال غرب الدوحة و4 من الساحل الشرقي». كما لاحظ في المنطقة بئرين غير مُبَطَّتين، بعمق 5 قامات، من مياه فاترة.

## البنية التحتية
كانت تقع أول محطة إرسال لراديو قطر في عام 1968 في الخيسة. تضم القرية محطة الضخ الرئيسية لأعمال معالجة مياه الصرف الصحي في شمال الدوحة والتي تبلغ قيمتها 3.63 مليار ريال قطري، والتي تتمركز في أم صلال علي.
تعرضت العمارة التاريخية للقرية لتدهور حاد في السنوات الأخيرة نتيجة الإهمال من قبل الحكومة القطرية. تعمل بلدية الضعاين على تطوير منطقة الخيسة لتكون بمثابة مركز سكني لقطاعها الجنوبي. ومن المتوقع أن تستوعب في المستقبل حوالي 25000 ساكن.
مول 02 هو معلم جذب شهير في الخيسة. وهو فرع من أقدم سلسلة سوبر ماركت في قطر (مركز التموين العائلي).

## المواصلات
حاليًا، محطة مترو الخيسة قيد الإنشاء وبمجرد اكتمالها ستصبح جزءًا من الخط الأخضر لمترو الدوحة.